# Gouvernement Tsípras II
Pour les articles homonymes, voir gouvernement Tsípras.
IIIe République hellénique
Thánou K. Mitsotákis I
Le gouvernement Tsípras II (en grec moderne : Κυβέρνηση Αλέξη Τσίπρα Σεπτεμβρίου 2015) est le gouvernement de la République hellénique entre le 23 septembre 2015 et le 9 juillet 2019, sous la XVIIe législature du Parlement.
Il est dirigé par l'écosocialiste Aléxis Tsípras, vainqueur à la majorité relative des élections législatives. Il succède au gouvernement transitoire de la présidente de la Cour de cassation Vassilikí Thánou-Christophílou, chargé d'organiser le scrutin, et cède le pouvoir au gouvernement du conservateur Kyriákos Mitsotákis après que la ND a conquis la majorité absolue aux élections de 2019.

## Historique
Dirigé par l'ancien Premier ministre écosocialiste Aléxis Tsípras, ce gouvernement est constitué et soutenu par une coalition entre la Coalition de la gauche radicale (SYRIZA) et les Grecs indépendants (ANEL). Ensemble, ils disposent de 155 députés sur 300, soit 51,7 % des sièges du Parlement.
Il est formé à la suite des élections législatives anticipées du 20 septembre 2015.
Il succède donc au gouvernement transitoire de la présidente de la Cour de cassation Vassilikí Thánou-Christophílou, institué après la démission du gouvernement Tsípras I.

### Formation
Au cours du scrutin, SYRIZA manque de nouveau la majorité absolue et enregistre une légère régression, perdant quatre sièges, tandis que son allié ANEL abandonne trois élus. Les deux partis détiennent toujours la majorité des sièges face à la Nouvelle Démocratie (ND) d'Evángelos Meïmarákis. Le 21 septembre, le président d'ANEL Pános Kamménos annonce que son parti de droite souverainiste opposé à l'austérité a trouvé un accord avec SYRIZA en vue de rétablir leur coalition. 
Tsípras et son équipe de 17 ministres sont assermentés au palais présidentiel d'Athènes par le président de la République Prokópis Pavlópoulos le 23 septembre, trois jours après le scrutin.

### Succession
Le 13 janvier 2019, les Grecs indépendants annonce leur retrait de la coalition gouvernementale pour marquer leur opposition à la ratification prochaine de l'accord gréco-macédonien sur le nom de la Macédoine. Trois jours plus tard, le Premier ministre demande la confiance du Parlement, qu'il obtient par 151 voix pour et 148 voix contre, bénéficiant de l'appui de quatre indépendants et deux dissidents d'ANEL.
Après la défaite de SYRIZA aux élections européennes, municipales et régionales du 26 mai 2019, Tsípras annonce qu'à la suite du second tour du scrutin régional, prévu le 2 juin, il demandera la tenue d'élections législatives légèrement anticipées, le scrutin étant attendu en septembre. Le 10 juin, le président de la République procède à la dissolution du Parlement et appelle les électeurs à renouveler leurs députés le 7 juillet.
Lors des élections, la Nouvelle Démocratie prend nettement l'avantage sur SYRIZA et remporte la majorité absolue des sièges, une première pour un parti depuis dix ans. Deux jours après, le président de la ND Kyriákos Mitsotákis constitue son gouvernement.

## Composition

### Initiale (23 septembre 2015)
| Portefeuille                                                            | Titulaire | Titulaire                    | Parti  |
| ----------------------------------------------------------------------- | --------- | ---------------------------- | ------ |
| Premier ministre                                                        |           | Aléxis Tsípras               | SYRIZA |
| Vice-Premier ministre                                                   |           | Ioánnis Dragasákis           | SYRIZA |
| Ministre de l'Intérieur et des Réformes administratives                 |           | Panayótis Kouroumblís        | SYRIZA |
| Ministre de l'Économie, du Développement et du Tourisme                 |           | Geórgios Stathákis           | SYRIZA |
| Ministre de la Défense nationale                                        |           | Pános Kamménos               | ANEL   |
| Ministre de l'Éducation, de la Recherche et des Religions               |           | Nikólaos Fílis               | SYRIZA |
| Ministre des Affaires étrangères                                        |           | Níkos Kotziás                | SYRIZA |
| Ministre de la Justice, de la Transparence et des Droits de l'homme     |           | Charálambos-Stávros Kondonís | SYRIZA |
| Ministre du Travail, de la Sécurité sociale et de la Solidarité sociale |           | Geórgios Katroúgalos         | SYRIZA |
| Ministre de la Santé                                                    |           | Andréas Xanthós              | SYRIZA |
| Ministre de la Culture et des Sports                                    |           | Aristídis Baltás             | SYRIZA |
| Ministre des Finances                                                   |           | Euclide Tsakalotos           | SYRIZA |
| Ministre de l'Environnement et de l'Énergie                             |           | Pános Skourlétis             | SYRIZA |
| Ministre des Infrastructures, des Transports et des Réseaux             |           | Chrístos Spírtzis            | Sans   |
| Ministre de la Marine et de la Politique insulaire                      |           | Theódoros Drítsas            | SYRIZA |
| Ministre du Développement rural et de l'Alimentation                    |           | Evángelos Apostólou          | SYRIZA |
| Ministre d'État                                                         |           | Níkos Pappás                 | SYRIZA |
| Ministre d'État                                                         |           | Alékos Flambouráris          | SYRIZA |

### Remaniement du 5 novembre 2016
- Les nouveaux ministres sont indiqués en gras, ceux ayant changé d'attributions en italique.

| Portefeuille                                                                   | Titulaire | Titulaire                                                                                 | Parti  |
| ------------------------------------------------------------------------------ | --------- | ----------------------------------------------------------------------------------------- | ------ |
| Premier ministre                                                               |           | Aléxis Tsípras                                                                            | SYRIZA |
| Vice-Premier ministre                                                          |           | Ioánnis Dragasákis                                                                        | SYRIZA |
| Ministre de l'Intérieur                                                        |           | Pános Skourlétis                                                                          | SYRIZA |
| Ministre de l'Économie et du Développement                                     |           | Dimítrios Papadimitríou (jusqu'au 27/02/2018) Ioánnis Dragasákis (à partir du 28/02/2018) | SYRIZA |
| Ministre de la Politique numérique, des Télécommunications et de l'Information |           | Níkos Pappás                                                                              | SYRIZA |
| Ministre de la Défense nationale                                               |           | Pános Kamménos                                                                            | ANEL   |
| Ministre de l'Éducation, de la Recherche et des Religions                      |           | Kóstas Gavróglou                                                                          | SYRIZA |
| Ministre des Affaires étrangères                                               |           | Níkos Kotziás                                                                             | SYRIZA |
| Ministre du Travail, de la Sécurité sociale et de la Solidarité sociale        |           | Effie Achtsióglou                                                                         | SYRIZA |
| Ministre de la Justice, de la Transparence et des Droits de l'homme            |           | Charálambos-Stávros Kondonís                                                              | SYRIZA |
| Ministre des Réformes administratives                                          |           | Ólga Yerovassíli                                                                          | SYRIZA |
| Ministre de la Santé                                                           |           | Andréas Xanthós                                                                           | SYRIZA |
| Ministre de la Culture et des Sports                                           |           | Lydía Koniórdou                                                                           | SYRIZA |
| Ministre des Finances                                                          |           | Euclide Tsakalotos                                                                        | SYRIZA |
| Ministre de l'Environnement et de l'Énergie                                    |           | Geórgios Stathákis                                                                        | SYRIZA |
| Ministre des Infrastructures et des Transports                                 |           | Chrístos Spírtzis                                                                         | Sans   |
| Ministre de la Politique d'immigration                                         |           | Ioánnis Mouzálas (jusqu'au 28/02/2018)                                                    | Sans   |
| Ministre de la Politique d'immigration                                         |           | Dimítrios Vítsas                                                                          | SYRIZA |
| Ministre de la Marine et de la Politique insulaire                             |           | Panayótis Kouroumblís                                                                     | SYRIZA |
| Ministre du Développement rural et de l'Alimentation                           |           | Evángelos Apostólou                                                                       | SYRIZA |
| Ministre du Tourisme                                                           |           | Élena Koundourá                                                                           | ANEL   |
| Ministre d'État                                                                |           | Christóphoros Vernardákis (en)                                                            | SYRIZA |
| Ministre d'État                                                                |           | Alékos Flambouráris                                                                       | SYRIZA |
| Ministre d'État                                                                |           | Dimítris Tzanakópoulos (en)                                                               | SYRIZA |

### Remaniement du 29 août 2018
- Les nouveaux ministres sont indiqués en gras, ceux ayant changé d'attributions en italique.

| Portefeuille                                                                   | Titulaire | Titulaire                                                                                     | Parti          |
| ------------------------------------------------------------------------------ | --------- | --------------------------------------------------------------------------------------------- | -------------- |
| Premier ministre                                                               |           | Aléxis Tsípras                                                                                | SYRIZA         |
| Vice-Premier ministre Ministre de l'Économie et du Développement               |           | Ioánnis Dragasákis                                                                            | SYRIZA         |
| Ministre de l'Intérieur                                                        |           | Aléxis Charitsis (el) (jusqu'au 13/06/2019)                                                   | SYRIZA         |
| Ministre de l'Intérieur                                                        |           | Antónis Roupakiótis (el)                                                                      | Sans           |
| Ministre de la Politique numérique, des Télécommunications et de l'Information |           | Nikos Pappas                                                                                  | SYRIZA         |
| Ministre de la Défense nationale                                               |           | Pános Kamménos (jusqu'au 15/01/2019)                                                          | ANEL           |
| Ministre de la Défense nationale                                               |           | Evángelos Apostolákis                                                                         | Sans           |
| Ministre de l'Éducation, de la Recherche et des Religions                      |           | Kóstas Gavróglou                                                                              | SYRIZA         |
| Ministre du Travail, de la Sécurité sociale et de la Solidarité sociale        |           | Effie Achtsióglou                                                                             | SYRIZA         |
| Ministre des Affaires étrangères                                               |           | Níkos Kotziás (jusqu'au 17/10/2018) Aléxis Tsípras (jusqu'au 18/02/2019) Geórgios Katroúgalos | SYRIZA         |
| Ministre de la Protection du citoyen                                           |           | Ólga Yerovassíli                                                                              | SYRIZA         |
| Ministre de la Justice, de la Transparence et des Droits de l'homme            |           | Michális Kalogírou (el)                                                                       | SYRIZA         |
| Ministre des Finances                                                          |           | Euclide Tsakalotos                                                                            | SYRIZA         |
| Ministre de la Santé                                                           |           | Andréas Xanthós                                                                               | SYRIZA         |
| Ministre des Réformes administratives                                          |           | Marilíza Xenogiannakopoúlou                                                                   | Sans           |
| Ministre de la Culture et des Sports                                           |           | Myrsíni Zorbá                                                                                 | SYRIZA         |
| Ministre de l'Environnement et de l'Énergie                                    |           | Geórgios Stathákis                                                                            | SYRIZA         |
| Ministre des Infrastructures et des Transports                                 |           | Chrístos Spírtzis                                                                             | Sans           |
| Ministre de la Politique d'immigration                                         |           | Dimítrios Vítsas                                                                              | SYRIZA         |
| Ministre de la Marine et de la Politique insulaire                             |           | Panayótis Kouroumblís                                                                         | SYRIZA         |
| Ministre du Développement rural et de l'Alimentation                           |           | Stávros Arachovítis                                                                           | SYRIZA         |
| Ministre du Tourisme                                                           |           | Élena Koundourá                                                                               | ANEL puis sans |
| Ministre d'État                                                                |           | Christóphoros Vernardákis (en)                                                                | SYRIZA         |
| Ministre d'État                                                                |           | Alékos Flambouráris                                                                           | SYRIZA         |
| Ministre d'État                                                                |           | Dimítris Tzanakópoulos (en)                                                                   | SYRIZA         |